# Подільський фронт
Подільський фронт (пол. Front Podolski) — оперативне з'єднання Війська Польського, утворене в ході польсько-української війни директивою Верховного головнокомандувача польських збройних сил генерала Юзефа Пілсудського від 27 липня 1919, яке до 2 січня 1920 носило назву Галицький фронт.

## Передісторія
Після завершення Першої світової війни у листопаді 1918 р. збройні сили Радянської Росії та Польщі починають захоплення українських, білоруських та литовських земель, залишених австро-німецькими військами.
20 листопада 1918 р. польські збройні сили вислали військовий загін на допомогу польським повстанцям Львова, що допомогло за 2 дні зайняти місто, а 16 липня 1919 р. Військо Польське оволоділо вже всією Галичиною. На Поділлі, як і на Волині, у травні 1919 р. зосереджувалися всі військові сили та державні установи УНР. У цей час Військо Польське, підсилене частинами утвореної у Франції польської армії Ю. Галлера, провело вдалий наступ на позиції українців у Галичині та Волині. Поляки вийшли на лінію від Уборті на півночі до Славути на півдні.

## Історія
Після завершення польсько-української війни Головне командування польських військ вирішило розділити Галицько-Волинський фронт на два менші — Волинський фронт, що мав на меті боротися проти УНР (допомагаючи цими діями більшовикам на території Волині), та Галицький фронт, який більше не брав участі у боях.
Бойові дії на Галицькому фронті почалися у серпні 1919 року силами 3-ї піхотної дивізії, яка вдарила зі Збаража по радянських військах, дислокованих у Токах, здолавши їх у взаємодії з Волинським фронтом. У той самий час польська 3-тя кавалерійська бригада зайняла Заслав і Шепетівку, перерізавши залізничні лінії Тернопіль—Коростень і Рівне—Бердичів.
Восени 1919 р. відбувся новий наступ польської армії на українському театрі бойових дій. У цей час розпочався військовий конфлікт між збройними силами УНР та Добровольчою армією А. Денікіна, через що Головний отаман Армії УНР С. Петлюра домігся домовленості з поляками щодо введення частин Війська Польського на територію, контрольовану українцями. Польська армія перейшла Збруч і зайняла Кам'янець-Подільський, Проскурів та Старокостянтинів, а Галицький фронт було перейменовано на Подільський.
23 березня 1920 р. з підготовкою до Київської операції Подільський фронт було реорганізовано в 6-ту армію Війська Польського все ще під командуванням генерал-поручника Івашкевича і полковника Кесслера.

## Склад
- 5-та піхотна дивізія
- 12-та піхотна дивізія
- 18-та піхотна дивізія
- III авіагрупа